# Droga ekspresowa S51
Die Droga ekspresowa S51 (pol. für ‚Schnellstraße S51‘) ist eine Schnellstraße in Polen und stellt eine Verbindung zwischen der Schnellstraße S7 bei Olsztynek und der Stadt Olsztyn dar. Sie verläuft entlang der bestehenden Nationalstraße 51 und zählt zu den kürzesten Schnellstraßen Polens. Sie sollte ursprünglich noch die inzwischen verworfene Schnellstraße S16 verbinden und in den Jahren 2010 bis 2012 fertiggestellt werden. Jedoch wurden diese Planungen geändert: Die Straße wurde im Jahr 2019 komplett realisiert und beginnt nun außerhalb des Stadtgebietes von Olsztyn bei Tomaszkowo.

## Planungsgeschichte
Die polnischen Netzpläne von 1945 und 1946 enthielten die Verbindung nicht. 1963 befand sich die Strecke erstmals in den Planungen. Diese verblieb auch in den Netzplänen der Jahre 1971, 1976 und 1985 bis zur politischen Wende in Polen. 1993 und 1996 war der Bau dieser Verbindung nicht vorgesehen.
Erst 2001 erschien sie – nunmehr unter der Bezeichnung S51 – wieder in einem polnischen Netzplan. Hieran änderte sich auch in den folgenden Planungen nichts mehr.

## Abschnitte
| Abschnitt                                               | Länge    | Bauzeit   | Baukosten                       | Verkehrsübergabe   |
| ------------------------------------------------------- | -------- | --------- | ------------------------------- | ------------------ |
| Knoten Olsztynek Zachód (S7) – Knoten Olsztynek Wschód  | 006,1 km | 2009–2012 | siehe unten (a)                 | 29. September 2012 |
| Knoten Olsztynek Wschód – Knoten Olsztyn Południe (S16) | 013,3 km | 2015–2017 | 395 Mio. Złoty (87 Mio. Euro)   | 22. Dezember 2017  |
| Knoten Olsztyn Południe (S16) – Knoten Olsztyn Jaroty   | 006,3 km | 2016–2019 | 1,57 Mrd. Złoty (347 Mio. Euro) | 1. Juli 2019       |
| Knoten Olsztyn Jaroty – Knoten Olsztyn Wschód (S16)     | 009,7 km | 2016–2019 | 1,57 Mrd. Złoty (347 Mio. Euro) | 1. Februar 2019    |
| Summe                                                   | 035,4 km |           | 1,97 Mrd. Złoty (434 Mio. Euro) |                    |

### Umfahrung Olsztynek
Die Ortsumgehung von Olsztynek mit einer Länge von 6 km wurde im Rahmen des Abschnittes der Schnellstraße S7 zwischen den  Knoten Olsztynek-Zachód und Nidzica-Północ in den Jahren von 2010 bis 2012 fertiggestellt. Der Verkehrsübergabe erfolgte am 29. September 2012.

### Olsztynek – Olsztyn
Ein weiterer Abschnitt mit einer Länge von 13 km wurde in den Jahren von 2015 bis 2017 fertiggestellt. Er schließt an die Umfahrung von Olsztynek an und führt bis Tomaszkowo, ein Dorf kurz vor Olsztyn. Die Bauarbeiten sahen den Neubau einer Strecke mit zwei Fahrbahnen und je zwei Fahrstreifen und Platz für einen dritten sowie den Neubau von acht Viadukten, drei Brücken und zwei Grünbrücken vor. Zusätzlich entstanden zwei Knoten. Die Bauarbeiten kosteten rund 395 Millionen Złoty.